# ガートルード・スタイン
ガートルード・スタイン（英: Gertrude Stein、1874年2月3日 - 1946年7月27日）は、アメリカ合衆国の著作家、詩人、美術収集家。美術収集家として知られるスタイン兄妹の一人で、パリに画家や詩人たちが集うサロンを開いていたことでも知られる。そこに集まる芸術家たちと交流する中で、現代芸術と現代文学の発展のきっかけを作ったともいわれている。

## 伝記
スタインは人生の大半を兄のマイケルの投資から生まれる利益で暮らした。マイケルは両親が5人の兄弟を残して死んだ後、資産をうまく管理して投資を行っていた。スタインは5人の兄弟では末っ子であり、両親が亡くなったのはまだ10代の時であった。1930年代中頃に『アリス・B・トクラスの自伝』で成功した後は、印税で裕福になった。

### 生い立ち

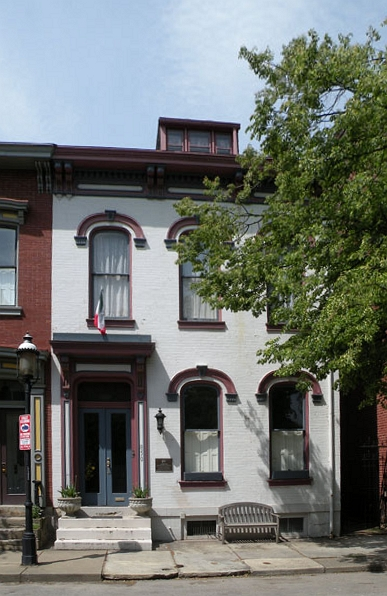
ガートルード・スタインの生家

スタインはペンシルベニア州ピッツバーグに近いアレゲニーで、ドイツ系ユダヤ人移民で教育もある両親の5人の子供達の5番目として生まれた。父親のダニエル・スタインは鉄道会社の役員であり、路面電車や土地に良識有る投資を行って富を築いていた。スタインが3歳の時、事業の都合で一家はウィーンに移転し、続いてパリに居を移した。一家は1878年にアメリカに戻ってカリフォルニア州オークランドに定着したが、ヨーロッパで余暇を過ごす習慣は続いた。
1888年、母親のアメリア・スタインが死に、1891年には父親のダニエル・スタインが死んだ。長兄のマイケル・スタインが一家の事業投資資産を引き継いでうまく取り仕切り、兄弟達の面倒も見た。両親の死後、マイケルはガートルードとその姉のバーサをボルチモアにいた母の実家に預けた。スタインがクラリベル・コーンやエッタ・コーンと出会ったのはこのボルチモアの時であり、二人が開いていた土曜日の夜のサロンは後にスタインが自分で開いたサロンのモデルにもなった。この2人とは芸術に対する審美眼を共有し合い、それについての会話を楽しんだが、これも後にアリス・B・トクラスとの関係で模倣し、家庭内の分業のモデルになった。
スタインは1893年から1897年までマサチューセッツ州ケンブリッジにあるラドクリフ・カレッジに通い、心理学者ウィリアム・ジェームズの教えを受けた。ジェイムズは、心にある意識を一時的に停め無意識を直接喚起する意識の流れの手法、いわゆる自動書記においてスタインの能力を看破し、奨励した。ジェイムズの下で心理学的実験を学んだスタインは、後の多くの作品の中の表現にこれを活かすことになった。洗練された心の意識を使って無意識を高揚させることは、スタインの作品で重要な原則となり、その作品の随所に現れている。ラドクリフでは、メイベル・フット・ウィークスと終生の友となり、彼女との文通はスタインの人生の成長過程で重きをなした。1897年、マサチューセッツ州ウッズホールで夏を過ごし、海洋生物学研究所で発生学の研究をした。これはその後の2年間、ボルチモアのジョーンズ・ホプキンス医学校での研究に続いた。1901年、ジョーンズ・ホプキンスでは学位を取ることなく退学した。

### パリ、1903年-1914年

#### フルリュース通り27番
1903年、芸術的創造力ある者が多くモンパルナスに集まっていたパリに移住した。
1903年から1914年、スタインは美術批評家の兄レオ・スタインと共にパリで暮らした。二人は現代美術の初期作品の収集を始め、パブロ・ピカソ（ピカソとは友人になり、スタインや甥のアラン・スタインの肖像画を描いてもらった）、アンリ・マティス、アンドレ・ドラン、ジョルジュ・ブラック、フアン・グリスなど若い画家達の初期の絵画を所有した。第一次世界大戦の前、二人のフルリュース通り27番にあるサロンには、これらの画家やその他の画家および前衛芸術家を惹き付け、中でも詩人、脚本家、批評家でジャーナリストのギヨーム・アポリネールが居た。
ガートルード・スタインとレオの兄妹が集めた美術品は、多くをパリの美術商アンブロワーズ・ヴォラールから得ていた。長兄のマイケルと義姉のサラはマティスの作品を多く集めた。スタインのボルチモア以来の友、クラリベルとエッタ・コーンも同じような収集を行い、後にその収集品をほとんどそのままボルチモア美術館に寄付した。スタインの収集品は様々な方法と様々な理由で散逸してしまい、時代は下ってニューヨーク近代美術館がその収集品を再結集させようとした展覧会について、ニューヨーク・タイムズで報告されている（The Family Knew What It Liked）。
スタイン兄妹の収集品は、彼らがフルリュース通り27番で生活している間に開催された2つの展示会にも反映され、収集品を貸与したり、主役となった画家の援助をすることで貢献した。1つめは1905年に開かれたパリ・オータム・サロンであり、フォーヴィスム（Fauvisme、野獣派）をパリの画壇に紹介して衝撃を与え、時事風刺漫画にもなった。2つめは、1913年にニューヨークで開催されたアーモリーショーであり、現代美術をアメリカの画壇に紹介し、同じように大衆の非難の声が上がった。
フルリュース通り27番の住居はレオが1903年4月までに借り、その年の秋にガートルード・スタインが加わった。この時期にスタインはアンリ・マティス（1905年頃）およびパブロ・ピカソ（1905年）と友達になった。また、1904年頃ミルドレッド・アルドリッチとも知り合い、その親交はアルドリッチが死ぬ1928年まで続いた。1911年、アルドリッチはスタインを芸術の女性後援者メイベル・ドッジ・ルーハンに紹介し、1913年には美術批評家アンリ・マクブライドにも紹介した。

##### 『証明されるべきこと』、1903年
スタインは1903年10月24日に『Q.E.D.』（Quod Erat Demonstrandum、証明されるべきこと）を完成させた。

##### 『ファーンハースト』、1904年
1904年、スタインは、修道院長（M・カリー・トーマス）とブリン・マウア・カレッジの職員（メアリ・グウィン）およびハーバードの卒業生（アルフレッド・ホッダー）の三角関係をスキャンダル風に描いた小説『ファーンハースト』を書き始めた。伝記作者のメローは『ファーンハースト』が決定的にマイナーであり不器用な作品だと主張している。しかし、これにはスタインが「運命の29年目」を議論した時に自伝に含めたと示唆する幾つかの記述が入っている。
メローは、1904年に30歳になったスタインが「彼女の『小さくて厳しい現実』が書くことであるとはっきり決めた」と見ている。

#### 現代美術のギャラリー、1904年-1907年

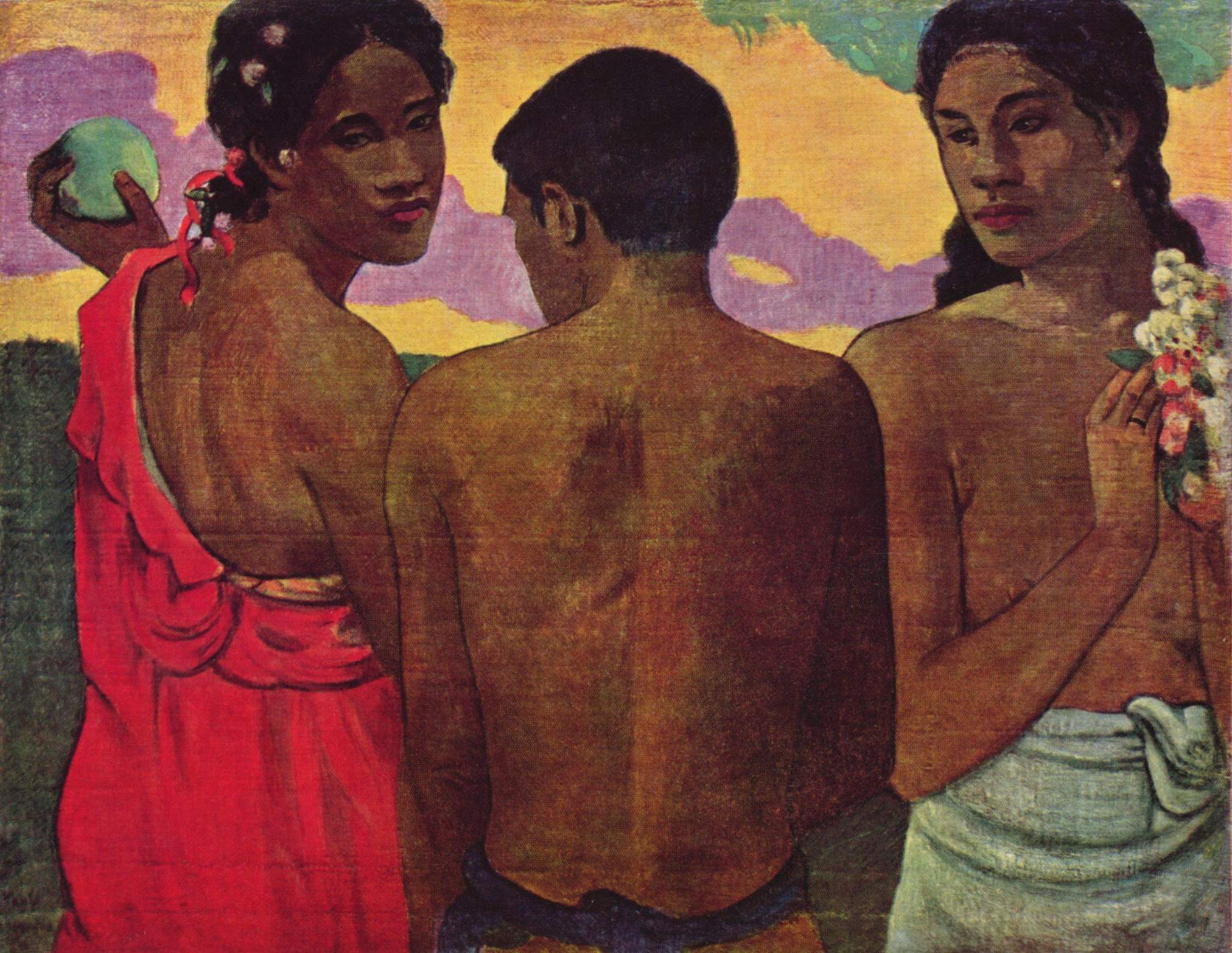
ゴーギャン『3人のタヒチ人』

兄のレオが現代美術を知り研究したことで、有名なスタイン・コレクションの原型ができた。レオはバーナード・ベレンソンと共に収集を始めた。ベレンソンは1902年にスタイン兄妹をイギリスの田舎の家に招待し、セザンヌとヴォラールの画廊を提案した。
スタイン兄妹の共同収集は1904年遅くに始まったが、これはマイケル・スタインが彼らの信託資金は思いがけない大きな収入で8,000フランになったと知らせてきた時だった。兄妹はこの収入を利用して、ヴォラールの画廊でゴーギャンの『ひまわり』と『3人のタヒチ人』、セザンヌの『水浴びする人』およびルノアールの2作を購入した。
2人の美術収集は成長し、フルリュース通り27番の居宅の壁の展示場は常に新しく手に入れたものが合わせて並べ替えられていた。
ニューヨーク美術館の1970年のカタログでは、スタインがセザンヌの『マダム・セザンヌの肖像』とドラクロワの『ペルセウスとアンドロメダ』を入手した時を「1905年前半」と正確に示している。1905年に開かれたパリ・オータム・サロンの直ぐ後で、スタイン兄妹はマティスの『帽子を被る婦人』とピカソの『花籠を持つ少女』を入手した。
1906年の初めまでにスタイン兄妹のスタディオはアンリ・マンガン、ボナール、ピカソ、セザンヌ、ルノワール、ドーミエ、マティスおよびロートレックの絵画で埋まった。

##### 『3つの生命』、1905年-1906年
収集した絵画の中にあったセザンヌの『マダム・セザンヌの肖像』を見て、スタインは衝動を受け、『3つの生命』を書き始めた。これは彼女の初期作品に取り込まれた文体を決めたとスタイン自身が言った。
スタインは1905年の春に『3つの生命』を書き始め、翌年書き上げた。

##### 『アメリカ人の形成』、1906年-1908年
スタインは『アメリカ人の形成』を執筆した期間を1906年-1908年としている。彼女の伝記作者は執筆開始が1902年に遡り、1911年まで掛かったことを見付けた。
スタインはジェイムズ・ジョイスの『ユリシーズ』やマルセル・プルーストの『失われた時を求めて』と自作を比較した。スタインの批評は偉大な文学の規範の前に自作の位置付けについてはあまり熱心ではなかった。

#### セザンヌ、マティス、ピカソなど
多くの芸術家がスタインのサロンに集まる一方で、これら芸術家の作品の多くはスタインの居室の壁にある絵画の中にはなかった。ルノワール、セザンヌ、マティスおよびピカソの作品はレオとガートルード・スタイン兄妹の収集品では支配的なものであり、サラ・スタインの収集品はマティスに集中していた。スタイン兄妹と同世代であるマティスとピカソは社交サークルのメンバーとなり、フルリュース通り27番の土曜夜のサロンでも初期のメンバーとなった。スタインは土曜夜のサロンの開始をマティスのお陰と言った。
土曜夜にしばしば訪れたピカソのサークルには、フェルナンド・オリバー（ピカソの愛人）、ブラック、ドラン、マックス・ジャコブ（詩人）、アポリネール、マリー・ローランサン（アポリネールの愛人で、画家）、アンリ・ルソー（画家）がいた。
スタイン兄妹の共同収集が最高潮になっていた1906年遅くから1907年初めに掛けて、兄妹は支援をしている画家達を集めて昼食会を開いた。昼食会の具体的な日付や客のリストなどの記録は完全ではないが、当時スタイン兄妹の居室を度々訪れた芸術家、あるいはスタイン兄妹が購入した絵の画家は客のリストに入っていたと考えられている。これにはピカソ、マティス、フェリックス・ヴァロットン、モーリス・ドニ、マンガン、アルフレッド・モーラー、ブラック、マホンリ・ヤング（彫刻家）、H・ライマン・セイブンおよびボナールがいた。スタインの伝記作者で複数の者が、スタインの取ったトリックに焦点を当てている。それはスタインが画家達に自分の作品に面して座らせるようにしたことである。マティスが観察したところでは、この試みの成功で昼食会の客を活気づけ、スタインのやり方を受け入れたという。
この昼食会のすぐ後で、スタインはアリス・B・トクラスと出会った。同じ頃、ピカソの画風がキュビスムに変化し、スタインの作風も変わった。その変化には兄のレオが口に出して不同意を示した。「レオはキュビスムを永遠の価値が有るものとは認めなかった。ガートルード・スタインの文体に関する非難もさらに厳しいものになり、彼女は文学の目的をピカソの絵画の目的に同一視するようになった。

#### アリス・B・トクラス、1907年
スタインは終生のパートナーであるアリス・B・トクラスと1907年9月8日に出会った。その日はアリスがパリに出てきた最初の日であり、サラとミカエルの部屋でのことであった。
スタインと会った日にアリスは次の様に書いた。 
その後直ぐに、スタインはアリスをパブロ・ピカソのスタディオでピカソに紹介した。そこではピカソが『アヴィニョンの女達』に取り組んでいた。
『アヴィニョンの女達』は「レオがピカソに対する支援を終わらせた時」となった絵であった。
1908年、スタイン達はイタリアのフィエゾレで夏を過ごし、アリスは、アメリカからの旅仲間で当時の同居人でもあったハリエット・レイン・リービの所に滞在した。
その夏、スタインは兄のマイケル・スタイン夫婦とその息子アランおよびレオと近くの別荘に滞在した。
スタインとアリスのこの夏は、フィレンツェのサンマルコ広場で撮った写真に収められている。
アリスは1907年にハリエットと共に渡航してきて、アリスがハリエットとの住まいの環境を整備していた。当時書かれた描写では、スタインが多くの手紙を書いていることやビクトリア様式の繊細さなど複雑な事項をユーモアを交えて話し、アリスの住環境整備からハリエットを解放しようとした。
『ハリエット』の中で、スタインは夏にハリエットがいない計画を考え、続いて冬にもハリエットがいない計画を考えた。

#### ルソーの晩餐会、1908年
1908年のルソーの晩餐会に関するスタインの説明は、『アリス・B・トクラスの自伝』の中で、「第一次世界大戦前の10年間におけるパリでの自由奔放なボヘミアン生活の象徴として伝説的な位置付け」とされた。その晩餐会は1908年のどこかの時点で、ピカソのバトー・ラヴォワール・スタディオで開かれたが、ピカソがルソーの絵画を買い、戦前の前衛美術を集めたことで刺激され、未明まで続いた。この晩餐会については、様々で矛盾する証言がある。ガートルード・スタイン、レオ・スタイン、フェルナンド・オリバー、モーリス・レイナルおよびアンドレ・サーモンの証言である。その話は酩酊し恥ずべき状態にあった有名人のものであり、ある意味で戦前の若さ溢れる創造性と放蕩の中で頂点を記すものであった

#### メイベル・ドッジ・ルーハン、1911年-1913年
1911年ミルドレッド・アルドリッチがスタインにメイベル・ドッジ・ルーハンを紹介し、二人は短くはあったが実り多い友情を結び、スタインがアメリカで名声を得るきっかけにもなった。メイベルはスタインの壮大な作品『アメリカ人の形成』に執心であり、スタインが出版者に著作を売る際に困っている時、私費で『クローニア別荘におけるメイベル・ドッジの肖像』を300部出版した。この本は2007年で25,000ドルの評価がなされている。メイベルは1913年の第69回アーモリーショー「アメリカでは初めての前衛美術展」の計画と宣伝にも関わっていた。更にメイベルは『推量、すなわち散文の後期印象派』でスタインの作品をアメリカに登場させるための最初の評論を書き、1913年3月の「アーツ&デコレーション」での特別出版で世に出した。メイベルは、スタインが後でうける批評を予測して、次の様に書いた。
メイベルは1912年秋に二人の友情が壊されたきっかけとして昼食の席の会話を挙げていた。スタインは「テーブル越しにそんなに強く見られると、私には電気を帯びた鋼の帯で空気を切り裂くように見える。微笑が飛び交い、力強く、天国に！」アリスはそれをふざけと解釈して部屋から出て行ったが、スタインが後を追った。スタインが戻ってきて「アリスは昼食に出たくない。彼女は今日熱がある」と言った。

#### カール・ヴァン・ヴェクテンとヘンリー・マクブライド、1913年
ニューヨーク・タイムズの音楽評論家でニューヨーク・プレスの演劇評論家のカール・ヴァン・ヴェクテンと、ニューヨーク・サンの美術評論家のヘンリー・マクブライドがスタインのアメリカでの評判に大きく貢献した。二人とも購読部数の多い新聞に投稿欄を持っており、繰り返しスタインの名前を大衆の前に出した。
フルリュース通り27番の美術収集品について、マクブライドは「その大きさと質に比例して...私が歴史で聞いたことも無いような強力なものである。」とコメントした。マクブライドはスタインが「傑作よりも天才を集めた。彼女はそれらに未来を認めている」という見方をした。
ヴァン・ヴェヒテンはスタインに会う前にニューヨーク・タイムズの記事『新しい本を書く文字のキュビスト』でスタインを初めて紹介した。ヴァン・ヴェヒテンは終生の友人になり、その撮した当時のスタインとアリスの写真の多くがウェブ上で見られる。

#### 作品、1908年-1914年

##### アルフレッド・スティーグリッツの『カメラワーク』における最初の出版、1912年8月
スタインの言葉によるマティスとピカソの肖像が、アルフレッド・スティーグリッツの『カメラワーク』1912年8月号に登場した。これはピカソとマティスの特集号となり、スタインにとっても最初の出版となった。この本の中で、スタインは「彼は私の書いたものを印刷した最初の人である。これが私にとって、あるいは他の誰かにとって何を意味するか想像できるでしょう」と語った。

##### 『言葉の肖像画』、1908年-1913年
スタインの言葉の肖像画は明らかにアリス・B・トクラスの肖像で始まった。「『アメリカ人の形成』の急流のような散文からそれ自体距離を置いた小さな散文の装飾と一種幸せな閃き」スタインの言葉の肖像画で初期のものはメローによって整理されており、個人名ではケルナーによって1988年に整理された。マティスとピカソは初期のものに入っており、後に『地理と戯曲』（1922年出版）と『肖像画と祈る人』（1934年出版）に収められた。マティスとピカソの肖像は1970年にニューヨーク美術館でも再版された。
スタインの主題には究極的に有名となった人物が入っており、フルリュース通り27番の土曜サロンで観察した内面の見方があった。「アダ」（アリス・B・トクラス）、「二人の婦人」（コーン姉妹）、「ミス・ファーとミス・スキーン」（エセル・マースとモード・ハント・スクァイア）、「男達」（ハッチンス・ハプグッド、ピター・デイビッド・エドストローム、モーリス・スターン）、「マティス」（1909年）、「ピカソ」（1909年）、「クローニア別荘におけるメイベル・ドッジの肖像」（1911年）、および「ギヨーム・アポリネール」（1913年）があった。

##### 『やさしい釦』、1912年
『やさしい釦（ボタン）』はスタインの密封された作品の中では良く知られた作品である。1914年のその出版は、メイベル・ドッジが他の出版者と交渉していたために、スタインとメイベル・ドッジとの間に亀裂を生んだ。メイベルはスタインが選んだ出版者でそれを出版することは悪い選択だと長々とした手紙を書いた。
スタインはメイベルの勧めを無視し、結果的にメイベルそのものを無視して1914年にその著作1,000部を出版した（この古書も2007年で1,200ドル以上の価値がある）。『やさしい釦』は無料オンライン検索が可能なプロジェクト・グーテンベルクに収められている。

#### レオおよび美術収集品との別れ、1914年
スタインは1914年にレオとの住まいを別にした後も、ピカソの絵画の大半を持ち続けた。そのうち2点は既に収集しており後はキュビスムに変わってから得たものであった。別居は1914年4月に起こった。レオはイタリアのフィレンツェの近くセッティニャーノに移住した。収集品の分け方は書きのレオの手紙に詳しい。

### 第一次世界大戦

#### フアン・グリス
1914年の初夏、フアン・グリスがスタインの所に3枚の絵画を持ち込んだ。『薔薇』、『グラスとボトル』および『本とグラス』であった。スタインがそれらをダニエル＝ヘンリー・カーンワイラーの画廊から購入した直ぐ後に、第一次世界大戦が勃発した。カーンワイラーの在庫は没収され、パリに戻ることを許されなかった。グリスはその作品について戦前にカーンワイラーと拘束力のある契約を結んでおり、収入が無いままに取り残された。スタインはグリスの将来の作品と引き替えに生活に必要な物を提供する補助的な契約を結んだ。

#### イギリス
スタインとアリスは『3つの生命』の出版契約のためにイギリスを訪れ数週間を過ごした後にスペインへ旅行する計画があった。二人は1914年7月6日にパリを離れ、10月17日に戻った。イギリスがドイツに宣戦布告した時、二人はイギリスのアルフレッド・ノース・ホワイトヘッドを訪れていた。3週間のイギリス旅行が戦争の勃発のために3ヶ月に引き延ばされ、二人はフランスに戻って開戦後初めての冬をそこで過ごした。

#### スペインのマヨルカ島
スタインが持っていた最後のマティスの絵、『帽子を被る婦人』を売った金で、スタインとアリスは1915年5月から1916年の春にかけてスペインの旅に出かけた。
二人がマヨルカ島で過ごしている間に、スタインはミルドレッド・アルドリッチとの文通を続けた。アルドリッチは戦争の進展状況を知らせてきていたが、最終的に戦争に協力するためにフランスに戻るように勧めた。

#### アーンティ（叔母）
スタインとアリスは1916年6月にパリに戻り、アメリカの知り合いの助力でフォードを手に入れた。スタインは友人のウィリアム・エドワーズ・クックの助けで運転の仕方を習った。スタインとアリスは、フォードにスタイの叔母のポーリンに因んで「アーンティ」と名付け、それでフランスの病院に物資を届ける役割を買って出た。ポーリン叔母は常に危急の時は立派に振る舞い、お世辞を言われた時はほとんど鷹揚に構えた。

#### 1920年代
1920年代、フルリュース通り27番のスタインのサロンは、その壁が前衛美術で覆われ、当時の偉大な作家達を惹き付けた。その中には、アーネスト・ヘミングウェイ、エズラ・パウンド、ソーントン・ワイルダーおよびシャーウッド・アンダーソンがいた。スタインはこれら海外在留のアメリカ人作家の何人かの前で「失われた世代」という言葉を最初に使ったとされているが、少なくともこの言葉に関しては3つの逸話がある。2つはヘミングウェイであり、もう一つはスタイン本人によるものである。1920年代にスタインは作家のマイナ・ロイと友達になり、その友情は終生続いた。スタインは魅力があり、雄弁で快活だったので、大きな友達の輪ができ、それがスタインを疲れを知らない者にした。その文学や美術に関する判断は高度に影響を与えるものだった。スタインはヘミングウェイの相談相手となり、ヘミングウェイの息子が生まれた時は名付け親になってくれるよう依頼された。1931年の夏、スタインは若い作曲家で作家のポール・ボウルズにタンジールにいくように助言した。そこはスタインとアリスが余暇を過ごす所だった。

### 第二次世界大戦
第二次世界大戦の前に、スタインはアドルフ・ヒトラーがノーベル平和賞を受賞すべきという皮肉を込めた意見を公表した。
スタインは、後にヒトラー、ムッソリーニおよびルーズベルトを評して「今はあまりにも多くの作り出す者(fathering)が闊歩し過ぎて、それについては疑いもなく父親達(fathers)が落ち込んでいる。」と語った。
第二次世界大戦の勃発と共に、スタインとアリス・トクラスはローヌ・アルプ地区のアン県ビリニンに何年も前から借りていた田舎屋に引っ越した。近所の者からは「アメリカ人」とのみ言われ、ユダヤ人であるスタインとアリスはおそらく、ヴィシー政権の協力者でゲシュタポにコネがあるバーナード・フェイへの友情故に迫害を逃れた。戦後フェイが終身重労働の刑を宣告された時、スタインとアリスはその釈放のために動いた。数年後、アリスはフェイが脱獄するための資金を提供した。
戦後、スタインのもとには多くの若いアメリカ兵が訪れ、パリでのスタインの位置付けが上がった。スタインは1946年7月27日ヌイイ＝シュル＝セーヌで胃ガンのために72歳で死んだ。遺骸はペール・ラシェーズ墓地に葬られた。
アリスの証言によれば、スタインが胃の手術のために手術室に運ばれて行くときに、アリスに「答えは何かしら？」と尋ねた。アリスが答えないでいると、スタインは「この場合、質問は何かしら？」と言った。
スタインは作家で写真家のカール・ヴァン・ヴェクテンを遺著管理者に指名し、ヴェクテンはスタインが死んだときに出版されずに残っていた作品の出版に貢献した。ニューヨーク市のブライアント公園のアッパーテラスにはスタインの碑が立っている。

## アリス・B・トクラスとの関係、およびその前兆
スタインは同性愛について書いた最も初期の作家である。その著書『Q.E.D.』（証明されるべきこと、出版は『それがあるままに』と題して死後の1950年）は1903年に執筆されそのまま抑えられていた。この話はボルチモアのジョーンズ・ホプキンス医学校を退学したあとの旅行中に書かれ、その大学で勉強中に関わった三角関係に基づいていた。この三角関係は複雑なものであり、スタインが恋愛を伴う友情の隠れた社会の動きに経験が不足していたことと、彼女自身の性的指向およびそれに関する道徳的ディレンマがあった。当時のスタインは「多くの装われた形での熱情」を毛嫌いし続けた。スタインのメイベル・ヘインズやグレイス・ラウンズベリーとの関係は、ヘインズがメイ・ブックステイバーと交際を始めた時に終わった。スタインはブックステイバーを愛したが、その関係を進めることができなかった。ヘインズとラウンズベリーは後に男性と結婚した。
スタインは自分の性的指向について気付くようになり、それが医学研究の影にあったブルジョワジー的価値観と干渉するようになった。当時のフェミニスト理論や意見にも反発を感じ、『Q.E.D.』を書くことで、学問と恋愛の失敗を理解する一助とした。しかし、スタインは自分の男っぽさをオットー・ヴァイニンガーの『性と性格』（1906年）の考えを通じて受け入れ定義し始めた。ヴァイニンガーは、ユダヤ人として生まれていたが、ユダヤ人の男は女々しく、女は自己本位にも天才にもなれないと考えた。ただし、女性の同性愛者は男っぽさに近付くとしていた。
スタインの性的指向と性についてはアリス・トクラスとの関係でより肯定的に確認されるようになった。アーネスト・ヘミングウェイは、どのようにアリスがスタインの「妻」であり、スタインはヘミングウェイの妻に滅多に話しかけず、ヘミングウェイもアリスにそのように接したので、二人の「妻」がお喋りするままにしていた、と書いている。アリスの身長は4フィート11インチ (150 cm)で、スタインは5フィート1インチ (155 cm)であった。
『ミス・ファーとミス・スキーン』は出版された同性愛の物語としては最初のものであり、より肯定的な描かれ方がしてある。この作品はレズビアンのエセル・マースとモード・ハント・スクァイアを元にされていたが、スタインがゲイやレズビアンの社会と関わるようになっていったことで知った世界を扱っていた。この作品には「ゲイ」という言葉が100回以上も使われており、おそらく同性愛に関連して「ゲイ」という言葉を使いそのような人々を扱った最初の出版物であり、情報の不足する読者ならばレズビアンの内容を見過ごしたことであろう。ゲイの男に関する似たような表現は「時々男達が接吻している」という文章でより明確に始まっているが、これもよく知られてはいない。
スタインの作品は『やさしい釦』を初めてとして、レズビアンの性的指向を賞賛し、「箱」や「牛」にかけた洒落を含み言葉遊びによって作られる「公的および私的な意味合いの高度に凝縮された多層構造」で溢れている。このことは『やさしい釦」という表題にも言えることである。

## 政治的見解
スタインは政治的には曖昧なままであるが、少なくとも2点では明らかである。スタインは従僕を雇おうとしてトラブルがあったとき、解雇を承認しなかったこと、および「父性的な人物を一般に毛嫌い」していたことである。失業については次のように述べた。
スタインは父親の専制的でもあり、寛大でもあった（しかし一貫して意味のない）父親的態度に対して子供の時に反抗した経験を反映し、その思考や行動は政治の世界での父親的肖像に対して、その党派によらず軽蔑していた。

## 写真

### 壁に飾られた絵画
- 時代不詳--1912年以前
- 1912年--蔵書と絵画
- 1913年--1913年
- 1913年--1913年
- 1913年--1913年
- 1913年--1913年
- 1913年--1913年 (花籠を持った少女、右手の絵で焦点が合っている所、霞んでいる
- 1914年--undated, 1914年以降である可能性が強い
- 1920年--作家とフィレンツェのテーブル
- 1922年--側面の暖炉
- 時代不詳--1922年頃

### ガートルード・スタインの肖像
- 1906年--パブロ・ピカソ, 絵画
- 1907年--フェリックス・ヴァロットン,絵画
- 1912年--マイケル・ブレナー, 彫刻
- 1913年--アルビン・ラングドン・コバーン
  - 写真
  - 写真
- 1916年--マースデン・ハートリー, 絵画, One Portrait of One Woman
- 1920年--ジャック・リプチッツ, 彫刻
- 1923年--マン・レイ
  - 写真 (アリスと)
  - 写真 (ジョー・ダビッドソンと)
- 1923年--ジョー・ダビッドソン, 彫刻, デウィット・ウォード撮影のジョー・ダビッドソンの彫刻の写真
- 1927年--マン・レイ, 写真
- 1928年--クリスチャン・ベラール
  - 絵画
  - 絵画
- 1929年--ユージーン・バーマン, Portrait of Gertrude Stein at Bilignin, ペンとインク (Mellow, 1974, image insert pp. 340-41)
- 1930年--パベル・チェリチュー, 筆と黒インク 絵画
- 1930年代? (n.d.)--アントワネット・シャンプティエ・ド・リベス, 彫刻
- 1931年--ジョージ・プラット・ラインス
  - 写真
  - 写真
- 1933年--フランシス・ピカビア
  - 絵画
  - photograph of 絵画 (Beinecke Library);
- 1934/1963--カール・ヴァン・ヴェクテン、カール・ヴァン・ヴェクテンによる1934年の写真のリチャード・バンクスによる1963年の絵画の1963年の写真
- 1934年--サミュエル・ジョンソン・ウルフ, ニューズウィーク誌1934年10月27日号のための絵画
- 1935年--ピエール・タル＝コート, 絵画
- 1935年--イモージン・カニンガム,写真
- 1936年--セシル・ビートン, 写真
- 1938年--セシル・ビートン
  - 写真
  - 写真
- 1945年--フランチェスコ・リバ＝ロビラ, 絵画 (referenced in Kellner, 1988, p. 242)
- 1975年--レッド・グルームズ, マルチメディア
- 1980年--アンディ・ウォーホル, 絵画
- 1991年-フェイス・リングゴールド, キルト

### スナップショット
- フルリュース通り27番にようこそ
- ゴディバおよびアリスと
- パスポートの写真
- パスポートの写真
- アリスと
- アリスと
- ビリニンでアリスおよびバスケットと
- アリスと
- 前進
- 終戦
- ニューヨーク美術館に飾られたピカソによる肖像画

## 作品について

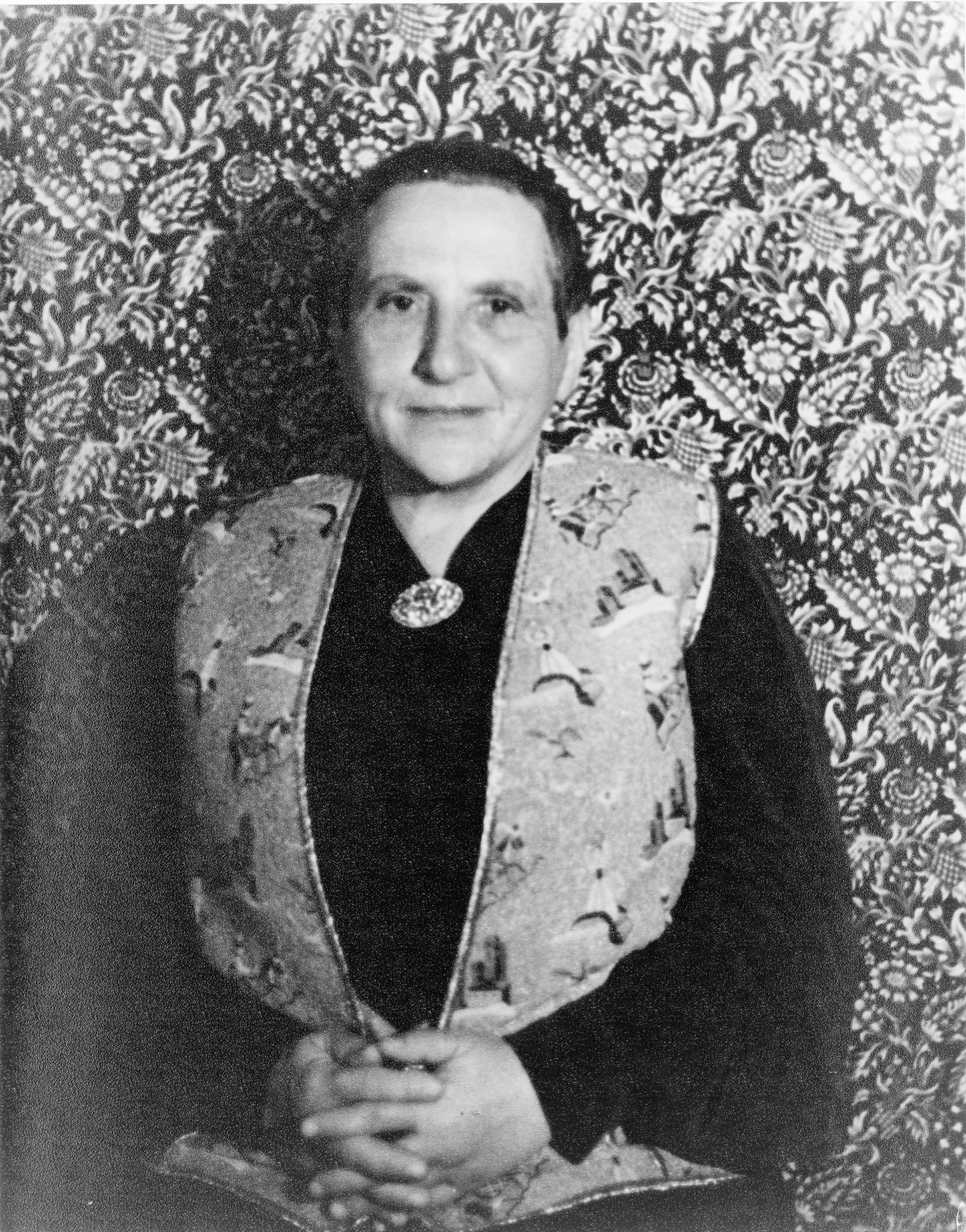
カール・ヴァン・ヴェクテンによる写真

スタインの著作は3つの異なる面で現れている。ほとんど読まれずに過ぎたスタインの秘匿作品で『アメリカ人の形成：ハースランド家』のような作品群、スタインを有名にした『アリス・B・トクラスの自伝』のような作品群、および後年の講演録や自叙伝的作品、例えば『ブリュージー&ウィリー』である。
1903年にパリに移住した後、スタインは熱心に執筆を始めた。小説、戯曲、物語、オペラ台本および詩である。段々とスタインの高度に風変わりで、遊びが多く、時にくりかえし、時にユーモアを交えた文体ができていった。典型的なものとして「薔薇は薔薇であり、薔薇であり、薔薇である」や「親切からは赤いものが生まれ、不作法からは急速で同じ質問が生まれ、一つの目からは研究が生まれ、選択からは痛みを伴う牛が生まれる。」がある。カリフォルニアのオークランドについて、「そこにはそこが無い」と言ったり、「色の変化は有りそうで違う、大変小さな違いは準備されている。砂糖は野菜ではない」というのもある。
これら無意識の流れの実験、リズムのある言葉の絵画すなわち「肖像画」は、「純粋な存在の興奮」を喚起するために工夫され、文学におけるキュビスムあるいはフォトモンタージュとして見ることも出来る。『やさしい釦』のような実験的作品の多くは、批評家達によって男性社会の言語のフェミニストによる作り直しとして解釈されてきた。これらの作品は前衛作家達に愛されたが、文学界での成功は当初から難しいままであった。
ジュディ・グラーンはスタインの作品の背後にある次の原則を挙げた。すなわち、1)ありふれたこと、2)本質、3)価値観、4)連続する現在の基礎、5)遊び、および6)変形である。
スタインはキュービストの絵画を収集したが（主にピカソ）、スタインの作品に最も大きく視覚的すなわち画家風の影響を与えたのはセザンヌであり、平等の観念、グラーンの言うありふれたことであり、普遍的なことや平等なこととは区別され、「キャンバスの面全体が重要」となる。人物や人間関係よりもむしろ「スタインはその作品で文章全体を面として言葉を使い、全ての要素が他のものと同じくらい重要になるようにした。」一つ以上の見解を含むのが主観的関係である。例えば、「重要なことはあなたの中の最も深いもの、平等の感覚に掘り下げて行かねばならないことです」と言っている。
グラーンはスタインの作品の繰り返しの多くがスタインの性格の「底の本質」の表現を模索していると見なしている。『アメリカ人の形成』では、語り手の本質ですら「私が言ったように」とか「今や彼女の歴史になるだろう」というような語りの繰り返しで表現されている。グラーンは、「全面に所属するあらゆる物と平等に重要となり、各々の存在がそれ自体の本質を持つという考えを使って、彼女は線の繋がりよりもパターンを書くことが避けられない」としている。
グラーンは絵画の全体の明るさあるいは暗さという意味で「価値観」という言葉を使った。スタインは多くのアングロ・サクソンの言葉を使い、ラテン語から来た言葉をほとんど使わなかった。sanguineの代わりにbloodを使ったように。スタインは「連想を多く生む」言葉を避けてもいた。「彼女の作品の基底として「価値観」と「本質」を発展させる一つの繋がり、社会的な主題よりも劇的な想像あるいは線で繋がったプロットは、彼女が注目する対象の声を発展させたものである。時には異常なまでに彼女の著者としての声の中に社会的判断が欠如しており、読者は作品について考え感じる方法を勝手に決めるままにして置かれる。」グラーンは続けて「心配、怖れおよび怒りが働いておらず、これだけでも彼女を現代の作家とは別者にしている。彼女の作品は調和的であり、集成的であり、孤立してはいない。同時に有益で、物欲しそうではなく、空想的でもない。」としている。
スタインは圧倒的に動詞として現在形のingを用い、作品に続く現在を生み出したが、グラーンは上記の原則、特に「ありふれたこと」と中心性の結果だとしている。グラーンは「遊び」を読者や聴衆に対して自立性や代理を認めるものとして、「線形の文体の性格である感情操作よりも、スタインは「遊び」を使っているとしている。スタインの作品が面白くて多層的であることに加えて、様々な解釈と参加を可能にしている。最後にグラーンは、「インスタースタンド」すなわち、作品に参加しそれを実際の行動と混ぜ合わせ、「理解する」よりもむしろ「関わる」必要があるとしている。
スタインは手書きで、1日に30分くらい書くのが普通だった。アリス・トクラスは頁を集めてタイプ仕上げして、出版に関わる部分を取扱い、レオ・スタインが妹の作品をおおっぴらに批判したときは援護する側に回った。実際にアリスは印刷屋の「プレイン・エディションズ」を創設し、スタインの作品を配布した。今日、ほとんどの原稿はイェール大学のバイネッケ図書館に収められている。
1932年、通常の読者大衆の便宜を図るために近付きやすい文体を使って、『アリス・B・トクラスの自伝』を書いた。この本はスタインの最初のベストセラーになった。その表題にも拘わらず、中身はスタイン自身の自伝である。スタインは自分自身を極度に自信ありげに描いており、傲慢とすら言うものがいたが、常に彼女は天才であると確信していた。スタインは日常の仕事には尊大であり、アリス・トクラスが毎日の雑用は果たしていた。
自叙伝の文体は、実際にアリス自身が書いた『アリス・B・トクラスの料理読本』に極めてよく似ていた。『料理読本』にはハシシ・キャンディ（アリス・B・トクラス・ブラウニーとも呼んでいた）のようなちょっと変わった料理の作り方が幾つかが入っており、ブライオン・ガイシンが提案したものだった。
スタインの作品の幾つかは作曲家達によって台本になった。ヴァージル・トムソンのオペラ『3幕の4人の聖人』と『我々全ての母』がある。ジェイムズ・テニーは「薔薇は薔薇であり、薔薇であり、薔薇である」をフィリップ・コーナーに捧げるカノンとして、最初の単語aはアップビートで始め、言葉の繰り返しが重なって聞こえるようにした。"a/rose is a rose/is a rose is/a rose is a/rose."という具合である。

### 作品の受け取られ方
シャーウッド・アンダーソンはスタインの1922年に出版された『地理と戯曲』を大衆に紹介する時に、次のように書いた。
アンダーソンは兄弟のカールに宛てた私的な手紙では次の様に書いた。
F・W・デュピーは「スタイニーズ」を「格言の、繰り返しの、非論理の、たまに中断され...スキャンダルで喜び、それ自体をわずかなパロディと激しい非難に等しく身を任せるもの」と定義している。
スタインは、アーネスト・ヘミングウェイやリチャード・ライトのような作家に影響を与えたが、上記でも示唆したように彼女の作品はしばしば誤解された。作曲家のコンスタント・ランベールは無邪気にストラヴィンスキーの『兵士の歴史』における「単調であまり重要でないフレーズ」の選択を、スタインの『ミス・ファーとジョージャイン・スキーン』と比較して、具体的に「『毎日彼らはそこで陽気、彼らや何時もそこで毎日陽気』というフレーズが「英語に知識の無い人に等しく喜ばれるその効果は」、スタインがしばしば採用する洒落を明らかに完全に失っている、と主張している。
ジェイムズ・サーバーはスタインを次のように言って冷やかしている。

## 作品
- "A LA RECHERCHE D'UN JEUNE PEINTRE" Gertrude Stein /Yale University/U.S.A. "Looking for a young paintor"-Riba-Rovira-1945
- "A LA RECHERCHE D'UN JEUNE PEINTRE" Gertrude Stein /Revue Fontaine n °42, p. 287-288, édition Paris 1945, directeur Max-Pol Fouchet.-Riba-Rovira

リンクは全て英語版。
- スタイン抄 春山行夫譯 椎の木社 1933.7 初訳
- Three Lives（The Grafton Press, 1909年）
  - 三人の女　富岡多恵子訳　筑摩書房、1969年、中公文庫　1978年
  - 三人の女 落石八月月訳 マガジンハウス 1990.12
- Tender buttons（1914年） online version
  - 『やさしい釦』金関寿夫訳　書肆山田、1984年
- An Exercise in Analysis（戯曲、1917年）
- A Circular Play（1920年）
- Geography and Plays（1922年）
  - 『地理と戯曲抄』春山行夫訳（世界名詩大成11 アメリカ篇）平凡社、1959年
- The Making of Americans:  The Hersland Family（1906-1908執筆、1934年出版）
- Four Saints in Three Acts（オペラ台本 1929年執筆: ヴァージル・トムソン作曲1934年）
- Useful Knowledge（1929年）
- How to Write（1931年）
- They must. Be Wedded. To Their Wife（1931年）
- Operas and Plays（1932年）
- The Autobiography of Alice B. Toklas（1933年）
  - 『アリス・B・トクラスの自伝--わたしがパリで会った天才たち』金関寿夫訳、筑摩書房、1971年、筑摩叢書　1981年
- Lectures in America（1935年）
- The Geographical History of America or the Relation of Human Nature to the Human Mind（1936年）
- Everybody's Autobiography（1937年）
  - 『みんなの自伝』落石八月月訳　マガジンハウス　1993年
- Picasso（1938年）
  - 『若きピカソのたたかい』 植村鷹千代訳　新潮社・一時間文庫 1955年
  - 『ピカソその他』本間満男、金関寿夫訳　書肆山田 1984年
- Doctor Faustus Lights the Lights（1938年）
  - 『ファウスト博士の明るい灯り』志村正雄訳　書肆山田 1992年
- The World Is Round(1939)
  - 『地球はまあるい』ぱくきょんみ訳 浜田洋子・岡崎乾二郎絵 書肆山田 1987.12
  - 『地球はまるい』落石八月月訳 ポプラ社 2005.7
- Paris France（1940年）
  - 『パリ・フランス　個人的回想』和田旦、本間満男訳、みすず書房、1977年
- Ida; a novel（1941年）
  - 『小説アイダ』落石八月月訳　マガジンハウス　1991年
- Three Sisters Who Are Not Sisters（1943年）
- Wars I Have Seen（1945年）
- Reflections on the Atom Bomb（1946年）online version
- Brewsie and Willie（1946年）
- en:The Mother of Us All（オペラ台本 1946年執筆: Virgil Thompson 作曲1947年）
- Last Operas and Plays（1949年）
- The Things as They Are （Q.E.D.として1903年執筆、1950年出版）
  - 『Q.E.D.--証明おわり』志村正雄訳、書肆山田 1984年
- Patriarchal Poetry（1953年）
- Alphabets and Birthdays（1957年）

## 語録
- 私は金持ちになりたいとは思うが、金持ちになるためにやることをしようとは思わない。"I do want to get rich, but I never want to do what there is to do to get rich."
- 作家はその目で書き、画家はその耳で描くべきである。"A writer should write with his eyes and a painter paint with his ears".
- 誰もが日がな一日多くの情報を得て、その常識を失っている。"Everybody gets so much information all day long that they lose their common sense".
- ヘミングウェイ、発言は文学ではない。"Hemingway, remarks are not literature".
- 私は金持ちであり貧乏であった。金持ちの方がいい。"I've been rich and I've been poor. It's better to be rich".
- アメリカは私の国であり、パリは故郷である。"America is my country, but Paris is my hometown".
- あなた方は皆失われた世代である。"You are all a lost generation".
- 全ての民衆が未来に対して何の計画も無いことは特別のことである。それは確かに特別だけど、確かに真実でもある。"It is extraordinary that whole populations have no projects for the future, none at all. It certainly is extraordinary, but it is certainly true".
- 薔薇は薔薇であり、薔薇であり、薔薇である。"A rose is a rose is a rose is a rose".
- 書くことは書くことは書くことは書くことは書くことは書くことは書くことである。"To write is to write is to write is to write is to write is to write is to write".
- 親切からは赤いものが生まれ、不作法からは急速で同じ質問が生まれ、一つの目からは研究が生まれ、選択からは痛みを伴う牛が生まれる。"Out of kindness comes redness and out of rudeness comes rapid same question, out of an eye comes research, out of selection comes painful cattle".
- そこにはそこが無い"There is no there there."
- 私は文章を組み立てること以上に興奮させられたものを本当に知らない。"I really do not know that anything has ever been more exciting than diagramming sentences."
- 私はそれを白熱電球にしたが、私にはそれに見合う魂がある。"I have made it [white electric light] but have I a soul to pay for it."
- 友情の花の色褪せぬ間に、友情は色褪せにけり。"Before the flowers of friendship faded , friendship faded."

## 雑録
- 2005年、劇作家で俳優のジェイド・エステバン・エストラーダは、一人ミュージカルICONSでスタインを演じた。 The Lesbian and Gay History of the World, Vol. 1 at Princeton University.
- 2006年の映画、『プラダを着た悪魔』で、サイモン・ベイカーが演じたクリスチャン・トンプソンは「アメリカは私の国であり、パリは故郷である」というスタインの言葉を貰っている。
- 有名なスコットランドのロックバンド、アイドルワイルドはアルバム『100個の壊れた窓』から2000年に「ローズアビリティ」と題するシングルを発売した。この曲で彼らは繰り返し「ガートルード・スタインはそれが十分だと言ったが、私は今では十分でないことを知っている」と歌っている。
- 「薔薇は薔薇であり...」というフレーズは、ミュージカル『雨に唄えば』でジーン・ケリーが無声映画からトーキーに移るために雄弁術を学ぶ場面で出てくる。ケリーはそれをドナルド・オコーナーと一緒に歌う。
- 「バッド・ブラッド」と呼ばれる『Xファイル』のエピソードで、デイヴィッド・ドゥカヴニー演じるフォックス・マルダーは、ジリアン・アンダーソン演じる仲間のダナ・スカリーに、もし彼女が監獄に行くなら、「あなたの同房者のあだ名は大きな縁とするといい。彼女はガートルード・スタインをたくさん読むことになる」と警告する。
- ミュージカル『レント』の歌「ラ・ヴィー・ボエム」ではガートルード・スタインに乾杯される。
- エレファント6のバンド、オリビア・トレモア・コントロールはその曲『透明な夢を決めろ』でスタインについて言及する。
- 1997年の映画『アナスターシャ』で、ミュージカル「パリは貴方の心の鍵となる」の中で、ガートルード・スタインは車の中で、『薔薇が薔薇である所』を歌っているのが見られる。
- ザ・ラットルズの歌『もう一日』で、「ガートルード・スタインとの一杯のワイン、私は分け合うことはないと知っている、しかし気にしない。そのことはそれぞれの男が耐えなければならない性質のものだ、私は自分の道を行く、私はもう一日泊まってはいられない。」と歌われている。
- 漫画『逃亡者』で、登場人物の一人の名がガートルード・ヨークスで、そのボーフレンドがチェイス・スタインとなっている。
- ステファン・フラハーティのミュージカル『愛の繰り返し』は、ガートルード・スタインの作品をベースにし、1934年にスタインがシカゴ大学で行った講演に一致している。8人の出演者の中にスタインとアリスが入っている。

## 日本語文献
- 金関寿夫『現代芸術のエポック・エロイク　パリのガートルード・スタイン』青土社、1991年
- ウィルソン夏子 『ガートルード・スタイン　20世紀文学の母』未来社、2001年。著者はメアリー・マッカーシーの義理の娘

### 一次史料
- Burns, Edward, ed., Gertrude Stein on Picasso (New York:  Liveright Publishing Corp., 1970). ISBN 087140513X
- ---. The Letters of Gertrude Stein and Carl Van Vechten, 1913-1946, 2 v. (New York:  Columbia University Press, 1986). ISBN 0231063083, ISBN 978-0231063081
- ---. The Letters of Gertrude Stein and Thornton Wilder, co-ed. with Ulla Dydo (New Haven:  Yale University Press, 1996). ISBN 9780300067743
- ---. Staying on Alone: Letters of Alice B. Toklas (New York:  Liveright, 1973). ISBN 0871405695

- Chessman, Harriet and Stimpson, Catharine R., eds. Gertrude Stein, Writings 1903-1932 (Library of America, 1998). ISBN 978-1-88301140-6
- ---. Gertrude Stein, Writings 1932-1946 (Library of America, 1998). ISBN 978-1-88301141-3
- Grahn, Judy, ed. Really Reading Gertrude Stein:  A Selected Anthology with Essays by Judy Grahn (Crossing Press, 1989). ISBN 0895943808
- Stein, Gertrude. 1922. Geography and Plays. Mineola, NY: Dover, 1999. ISBN 0486408744
- ---. 1932. Operas and Plays. Barrytown NY: Station Hill Arts, 1998. ISBN 1886449163
- ---. 1934. Portraits and Prayers.  New York:  Random House, 1934. ISBN 9781135761981, ISBN 1135761981
- ---. 1946. Gertrude Stein on Picasso (London, B.T. Batsford, Ltd. (1946) ISBN 978-0871405135, ISBN 087140513X
- ---. 1949. Last Operas and Plays. Ed. Carl van Vechten. Baltimore and London: The Johns Hopkins University Press, 1995. ISBN 0801849853
- Vechten, Carl Van, ed. (1990). Selected Writings of Gertrude Stein. ISBN 0679724648

### 二次史料
- Behrens, Roy R. COOK BOOK: Gertrude Stein, William Cook and Le Corbusier. Dysart, Iowa: Bobolink Books, 2005; ISBN 0-9713244-1-7.
- Bowers, Jane Palatini. 1991. "They Watch Me as They Watch This":Gertrude Stein's Metadrama. Philadelphia: University of Pennstlvania Press. ISBN 0812230574.
- Hobhouse, Janet. Everybody Who Was Anybody:  A Biography of Gertrude Stein New York:  G. P. Putnam's Sons, 1975. ISBN 9781199832993.
- Kellner, Bruce, ed. A Gertrude Stein Companion:  Content with the Example.  New York, Westport, Connecticut, London:  Greenwood Press, 1988. ISBN 0313250782.
- Malcolm, Janet. Two Lives: Gertrude and Alice, London: Yale University Press, 2007. ISBN 9780300125511
- Malcom, Janet. Gertrude Stein's War, The New Yorker, June 2, 2003, p. 58-81
- ---. Strangers in Paradise, The New Yorker, November 13, 2006, p.54-61.
- Mellow, James R.  Charmed Circle:  Gertrude Stein & Company.  New York, Washington:  Praeger Publishers, 1974. ISBN 0395479827
- Perelman, Bob. The Trouble with Genius: Reading Pound, Joyce, Stein, and Zukofsky. Berkeley, CA: University of California Press, 1994.
- The Museum of Modern Art, New York, Four Americans in Paris:  The Collections of Gertrude Stein and Her Family.  New York:  The Museum of Modern Art, 1970. ISBN 0078100674.[要出典]
- Ryan, Betsy Alayne. 1984. Gertrude Stein's Theatre of the Absolute. Theater and Dramatic Studies Ser., 21. Ann Arbor and London: UMI Research Press. ISBN 0835720217.
- Renate Stendhal, ed., Gertrude Stein In Words and Pictures:  A Photobiography. Chapel Hill:  Algonquin Books of Chapel Hill, 1989. ISBN 0945575998; ISBN 978-0945575993.
- Truong, Monique. The book of salt, Boston: Houghton Mifflin Company, 2003. A novel about a young Vietnamese cook who worked in Stein's Montparnasse-household.

### 朗読
- UbuWeb: Gertrude Stein featuring a reading of If I Told Him, A Completed Portrait of Picasso and A Valentine to Sherwood Anderson.
- Art of the States: Becoming Becoming Gertrude Text-sound piece featuring excerpt from The Making of Americans.